# 大統領令14149号
言論の自由を回復して連邦政府の検閲を終わらせる（げんろんのじゆうをかいふくしてれんぽうせいふのけんえつをおわらせる、英: Restoring Freedom of Speech and Ending Federal Censorship）を表題とする大統領令14149号は、2025年1月20日に米国大統領ドナルド・トランプが署名し発令した大統領令。

## 背景
2024年6月、連邦最高裁判所は、連邦政府がソーシャルメディア上のコンテンツモデレーションポリシーや誤った情報の削除についてソーシャルメディア企業とコミュニケーションをとることを認める判決を下した。
大統領令14149号は、トランプ大統領の2回目となる大統領就任初日に他の25の大統領令とともに署名された。

## 規定
大統領令14149号は、納税者から得た資金を用いて「検閲」とみなされる行為を行うことを禁止している。本大統領令は、ソーシャルメディアのプラットフォームや、独立した研究者が「誤情報を軽減または追跡するために行っている努力」を「検閲」としている可能性がある。
この大統領令では、司法長官に対し、言論の自由という観点から連邦政府の過去4年間の活動を調査し、是正措置を求めるよう指示している。しかし、調査や措置がどのようなものなのかについては曖昧である。

## 反応
大統領令14149号は偽情報の専門家から批判を受けている